# Eduard Sury
Eduard Sury (* 13. Dezember 1808 in Kirchberg; † 3. Dezember 1847 ebenda; heimatberechtigt in Wiler bei Utzenstorf) war ein Berner Grossrat und Freischarenführer.

## Leben
Eduard Sury wurde 1808 in Kirchberg geboren. Sein Vater war der Arzt Johann Sury. Er heiratete Susanna Heiniger, seine Schwester Emilie seinen Kollegen Ulrich Ochsenbein.
Sury studierte Rechtswissenschaften an der Universität Bern und wurde 1841 Fürsprecher. In Burgdorf eröffnete er eine eigene Anwaltspraxis und wurde dort Sekretär des Einwohnergemeinderats sowie Prokurator. Im Grossen Rat vertrat er von 1840 bis 1841 Burgdorf, von 1844 bis 1846 Fraubrunnen und von 1846 bis 1847 für Nidau. Sury gilt als «radikaler Idealist» und «uneigennütziger Revolutionär». Bei den Radikalen von 1846 gehörte er zum inneren Kreis. Er war Freischarenführer und Verfassungsrat, lehnte jedoch den Verfassungsentwurf als «zu wenig radikal» ab.

## Belege
1. 1 2  Christoph Zürcher: Eduard Sury. In: Historisches Lexikon der Schweiz.  3. Dezember 2013.

| Personendaten    | Personendaten                         |
| ---------------- | ------------------------------------- |
| NAME             | Sury, Eduard                          |
| KURZBESCHREIBUNG | Berner Grossrat und Freischarenführer |
| GEBURTSDATUM     | 13. Dezember 1808                     |
| GEBURTSORT       | Kirchberg BE, Schweiz                 |
| STERBEDATUM      | 3. Dezember 1847                      |
| STERBEORT        | Kirchberg BE, Schweiz                 |